# 河川総合開発事業
河川総合開発事業（かせんそうごうかいはつじぎょう）とは、河川管理者が事業主体となって行う総合的な河川開発のこと。

## 概要
河川総合開発事業は、一級水系・二級水系を問わずその水系を一貫して開発し、それによって建設された河川施設によって治水と利水を効率的に行うために事業が行われる。このため、事業の適用範囲は単に一河川に留まらず、複数の支流を含めた開発、更には複数の水系を跨いだ大規模な事業として遂行されるケースも多い。
通常はダム建設を事業の中心として、治水に関しては堤防の建設や修繕、河床掘削、遊水池・放水路の建設を流域の降水量・地域特性に応じて組み合わせ、利水に関しては堰・用水路・導水路・調整池を建設して下流受益地に効率的に水供給を図るほか、水力発電所を建設することによって電力供給も行う。このため、根幹施設となるダムは多目的ダムであることが通常は必要条件となる（一部例外あり）。それ故、河川管理者が計画する『河川総合開発事業』とは、単にダム計画を指すことが多い。

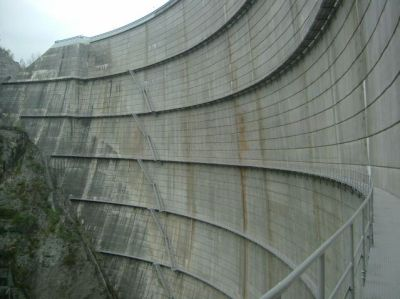
ダム
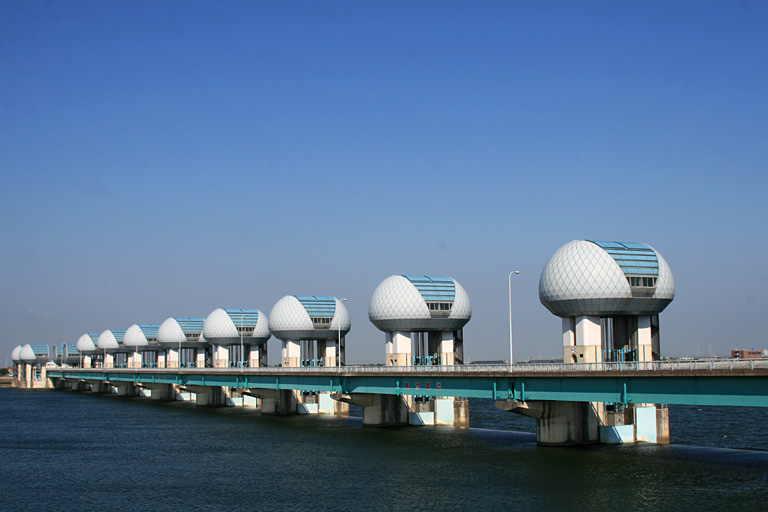
堰
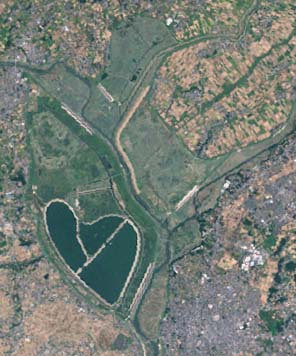
遊水池
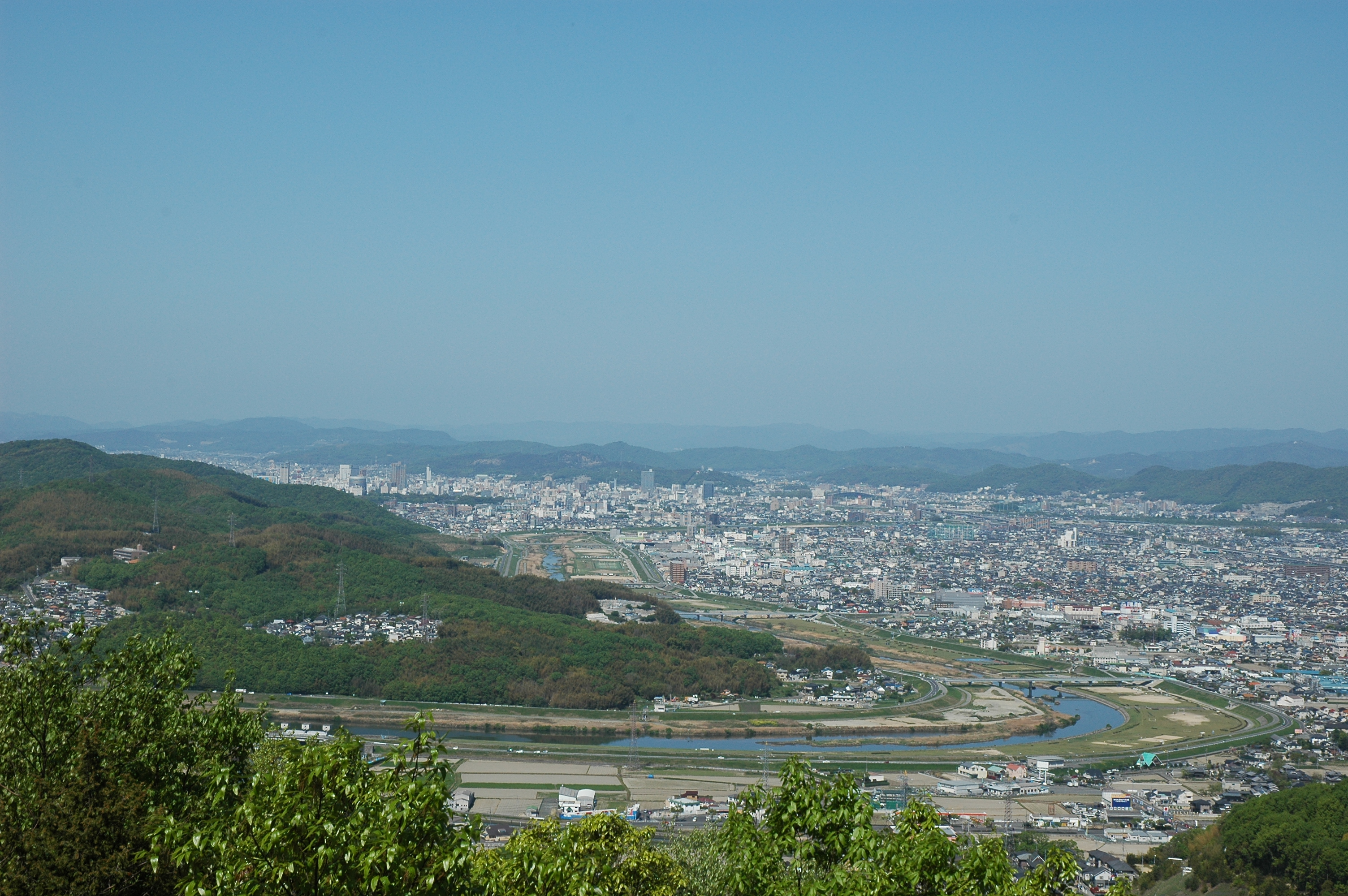
放水路

## 河川開発の歴史
古代中国の『治河興利』という言葉にあるように、古代から時の為政者によって行われて来た。古代エジプトではアンメネメス3世がモリス湖に総貯水容量50億トンの小堰堤（堤高2.5m）を設け洪水調節と灌漑用水の供給を図ったという記録が残されている。その後、水不足に悩むヨーロッパ諸国において、主に利水目的を中心とした治水目的を兼備する多目的貯水池の計画・建設が19世紀以降各河川で行われだした。
フランスではロアール川に1858年洪水調節池が既に建設されている。ドイツにおいては1833年よりダム建設が進められていたが、19世紀後半になると多目的ダムに関する理論や技術研究が発展し、法整備にまで進展するようになった。
アメリカ合衆国においてはコロラド川におけるフーバー・ダムの建設を契機として河川開発の機運が高まった。大統領フランクリン・ルーズベルトはニューディール政策を発表。1933年以降、ミシシッピー川支流のテネシー川に20以上の多目的ダムを建設するとともに、河川開発のために半官半民のテネシー川流域開発公社（TVA）が設立され、洪水調節、水力発電、水資源開発、森林開発、衛生管理（水位操作による蚊の発生の抑制）、湖水のレクリエーションへの利用など流域の土地管理を含めた総合的な開発を推し進めた。
戦後はソビエト連邦が五ヵ年計画に基づきドニエプル川・ボルガ川・エニセイ川等で大規模ダムを建設し洪水調節と水力発電を図り、中国においても孫文が提唱した長江総合開発を始め黄河・淮河等の主要河川において大規模ダム（三峡ダム・三門峡ダム等）が建設された。インドでは1947年よりダモダル川総合開発事業が行われている。エジプトにおいてはナイル川総合開発事業としてアスワン・ハイ・ダムが建設され、ナイル川下流の洪水調節と農地拡大を実現したが、反面ナイル・デルタの縮小や気候変動などの副作用が生じている。ヨーロッパ諸国においてはダム等による河川総合開発は治水達成度が各河川でほぼ100%になる等完成に向かい、ドナウ川では1万年に1度の洪水に対処できる治水計画が完成した。こうした治水計画の完成と環境への負荷が大きいとの理由からダム事業は行われなくなり、現在は自然に近い形での遊水池建設などを行っている。

## 日本の河川総合開発

### 河水統制事業
日本において河川総合開発の理論を提唱したのは、当時内務省土木試験所所長の職にあった物部長穂である。物部は1926年（大正15年）に発表した自身の論文において多目的貯水池による水系一貫の総合的河川開発の必要性を述べた。これは『河水統制計画』案と呼ばれ、『害水を変じて資源と為す』という思想の下で国土整備と経済発展のために治水と灌漑、水力発電を統一して事業を行うことの重要性を示した。萩原俊一はこれに加え、河川管理者の一元化も指摘した。このような河川計画はアメリカのTVAの影響を大きく受けており、当時の日本における社会的・経済的背景に沿うものとして注目された。
既に利根川水系において1926年（昭和元年）に日本初の多目的貯水池として五十里ダム（男鹿川）が計画され、1933年（昭和8年）には庄内川水系において日本初の河川総合開発事業である『山口川河水統制事業』が完成した。これは支流の山口川に山口ダムを設け、洪水調節・灌漑・上水道を目的とするものであった。物部が提唱した『河水統制計画』案は当時内務省の官僚であった青山士（あおやま・あきら）によって採用され、1937年（昭和12年）には予算化され正式な国策として全国64河川において調査が開始された。こうして河水統制事業はスタートし、内務省の他逓信省・農務省も参加し企画院において事業調整が図られることとなった。
調査の結果、奥入瀬川・浅瀬石川・鬼怒川・江戸川・相模川・錦川・小丸川の7河川と諏訪湖が第一次の河水統制事業対象河川となった。これに伴って多目的ダムの建設が日本においても本格的に行われ出し、沖浦ダム（浅瀬石川）・向道ダム（錦川）・相模ダム（相模川）等のダムが計画・建設されるようになり1940年（昭和15年）には向道ダムが国内で初めて完成・運用された。これらの事業は何れも都道府県が事業主体で、国庫補助を受けながら行われており後の補助多目的ダム事業へと繋がっていく。湖沼に関しても日本最大の琵琶湖を始め猪苗代湖・青木湖等で治水と水力発電、灌漑を目的に電力会社等との共同事業として事業が進められた。
一方内務省直轄事業として着手されたのが北上川である。『北上川上流改修事業』として北上川と主要な支流に多目的貯水池を建設して洪水調節と灌漑、上水道供給を図ろうとした。これがいわゆる『北上川5大ダム』であり、1942年（昭和17年）にはその第1号として田瀬ダム（猿ヶ石川）が着手されるに至った。だがこの頃になると戦時体制の強化によって軍部の影響力が高まり、河水統制事業は軍需産業発展のための施策として行われる側面が強くなった。二級ダム（黒瀬川）や向道ダム・相模ダム等では海軍の基地への上水道供給や海軍工廠への電力供給が求められ、ダム建設に反対する住民には陸軍による圧力も掛かった。軍需省は新居浜市の工業地帯へ電力供給を図るため、中止が合意された柳瀬ダム（銅山川）の発電事業の復活を要求する等本来の目的とは乖離した事業目的を付加した。そして戦局の悪化に伴い1944年（昭和19年）8月、全ての人的・物的資産を戦争に投入するための『決戦非常措置要領』が発令されたことに伴い、施工中の河水統制事業は全て強制的に中止させられ、終戦を迎えた。

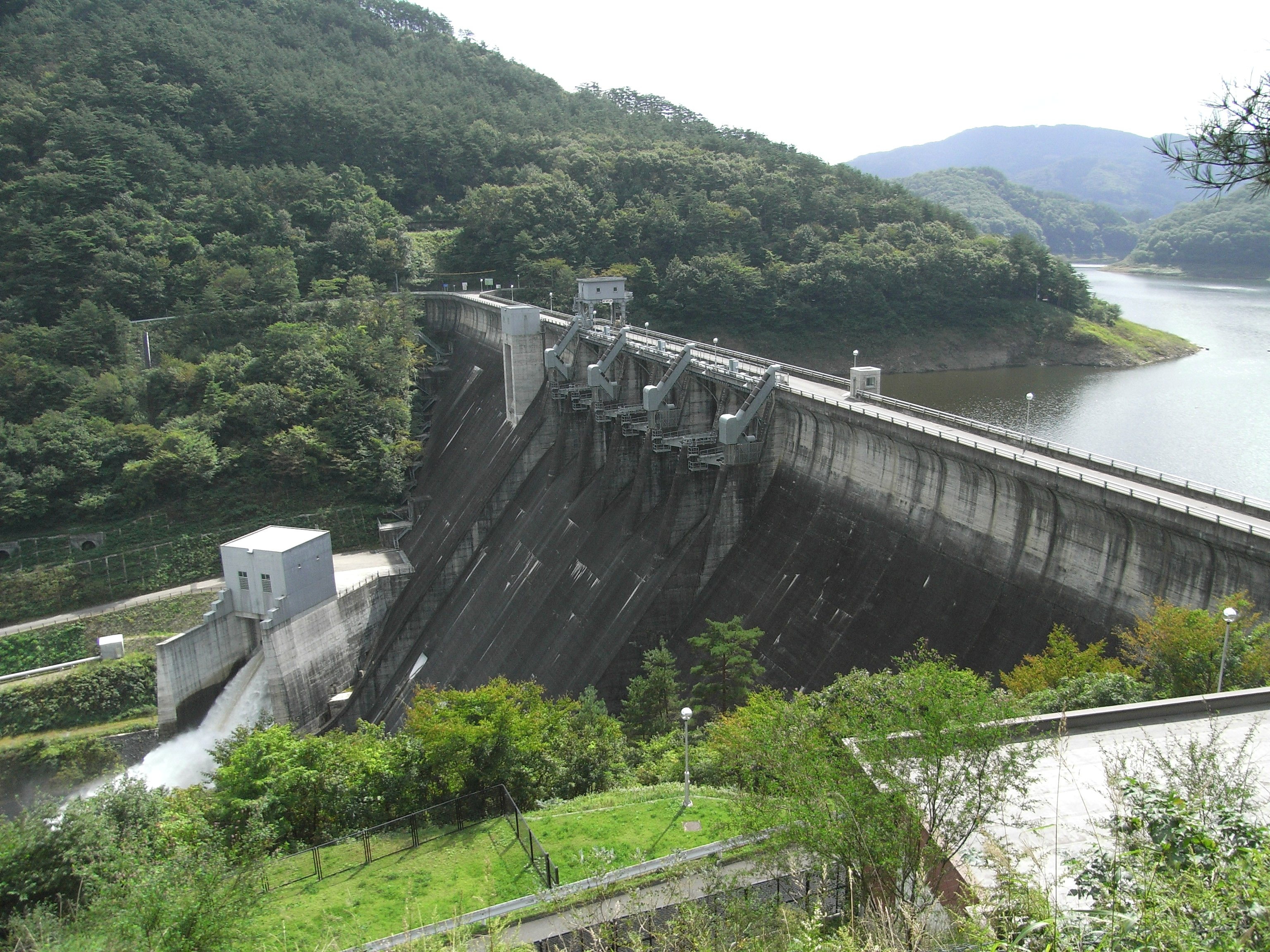
北上川上流改修事業 田瀬ダム（猿ヶ石川・国土交通省）
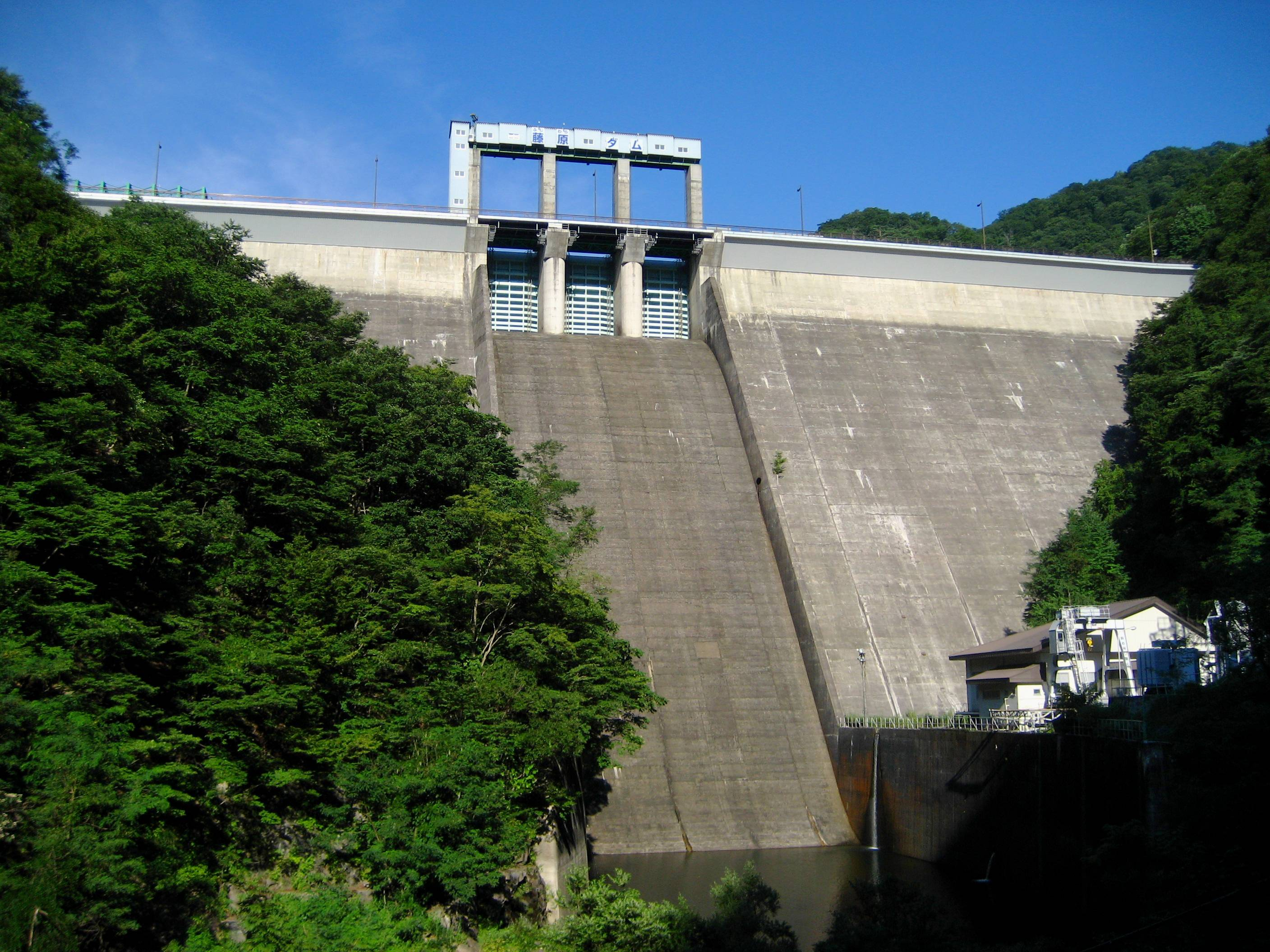
利根川改訂改修計画 藤原ダム（利根川・国土交通省）
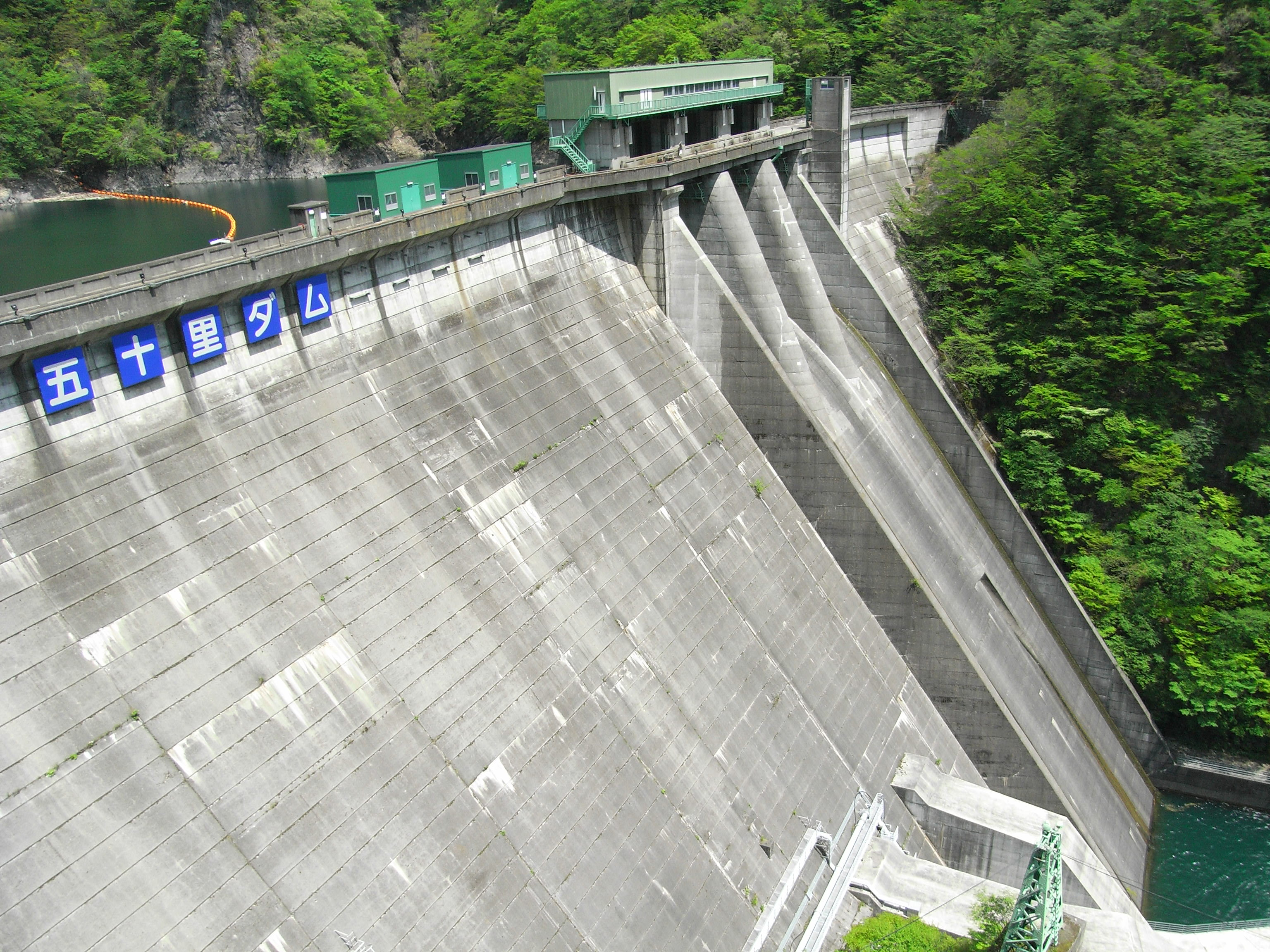
鬼怒川河水統制事業 五十里ダム（男鹿川・国土交通省）
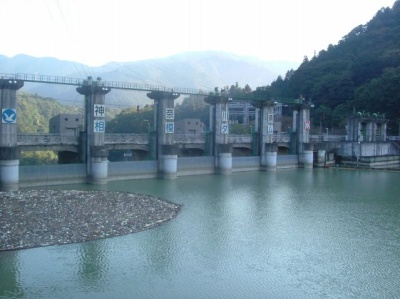
相模川河水統制事業 相模ダム（相模川・神奈川県）

### 特定地域総合開発計画
戦後荒廃した国土に追い討ちを掛けるように枕崎台風・カスリーン台風・アイオン台風・ジェーン台風等が襲来し、各地の河川は未曾有の大水害を流域にもたらした。敗戦による経済混乱に更に冷水を浴びせる災害に対し、日本経済発展のための阻害要因になると危惧した経済安定本部は早急な対策に迫られた。折から極度の電力不足と食糧不足は大きな社会問題となっており、これを放置することは治安安定にも重大な影響を及ぼしかねなかった。
1947年（昭和22年）、経済安定本部は戦争で中断していた河水統制事業を復活・促進させるため「河川総合開発調査協議会」（略称:治水審議会・河川審議会）を設置。利根川を始め全国24河川の調査を始めると共に国庫補助を再開し、北上川や相模川、小丸川等で中断していた河水統制事業を再開させた。同年には農林省（現・農林水産省）により『国営農業水利事業』が大井川・九頭竜川・野洲川・加古川の4河川で開始され、食糧増産のための農地開墾を目的とした河川開発も開始された。こうして河川開発が次第に再開して行く中で、河川行政に携わる主務官庁として建設省（現・国土交通省）が1948年（昭和23年）に発足した。
連合国軍最高司令官総司令部（GHQ）の民政局担当官はニューディーラーが多かったため、TVAの優位性は広く知られることとなった。これにより河川総合開発の重要性は益々高まることになり、経済安定本部はTVAを模範に建設省直轄主要水系である北上川・江合川・鳴瀬川・最上川・利根川・信濃川・常願寺川・木曽川・淀川・吉野川・筑後川において従来の河川改修計画を根本的に見直し、多目的ダムを中心とした河水統制事業を強力に推進する施策を発表、実行に移した。これが1949年（昭和24年）に発表された河川改訂改修計画であり、特に大都市への影響度が高い水系を中心に総合開発が推進された。北上川上流改定改修計画・利根川改訂改修計画・木曽川改訂改修計画・淀川水系改訂基本計画・筑後川水系治水基本計画はこれに基づく河川改修計画であり、これに拠り計画・事業修正されたのが北上川五大ダム・利根川上流ダム群や丸山ダム（木曽川）、天ヶ瀬ダム（淀川）、松原ダム（筑後川）等である。
財政面では公共事業費・財政投融資による助成の他1950年（昭和25年）GHQによって見返り資金が放出され、資金難で事業進捗が鈍化していた河川開発が国庫補助が潤沢になると各都道府県による補助多目的ダム建設が盛んとなり、全国各地で河水統制事業が活発化した。同年国土総合開発法が制定された。これは総合開発を行うことによって地域の経済活性化を促進させることを主目的としており、後の全国総合開発計画に繋がるものである。この中で全国22地域が特定地域総合開発計画に指定され、治水、かんがい、水力発電を中心とした強力かつ重点的な総合開発を進めた。
| 番号 | 指定年月日     | 閣議決定日     | 計画名                           | 対象 地域                                 | 対象 水系                               | 完成事業 | 中止事業                                       | 備考                                                                                      |
| ---- | -------------- | -------------- | -------------------------------- | ----------------------------------------- | --------------------------------------- | --- | ---------------------------------------------- | ----------------------------------------------------------------------------------------- |
| 1    | 1951年12月4日  | 1953年2月8日   | 北上特定地域総合開発計画         | 岩手県 宮城県                             | 北上川 鳴瀬川                           | 【治水】石淵（胆沢川）、田瀬（猿ヶ石川）、湯田（和賀川）、四十四田（北上川）、御所（雫石川）、鳴子（江合川）、花山（迫川）、栗駒（三迫川） 【利水】岩洞（丹藤川）、山王海（滝名川）、豊沢（豊沢川）                                                                 | 内野（鳴瀬川） 寒風沢（田川）                  | 北上川五大ダム 一関遊水池 江合川放水路 石淵ダムは胆沢ダムに再開発                         |
| 2    | 1951年12月4日  | 1953年10月16日 | 阿仁田沢特定地域総合開発計画     | 秋田県                                    | 米代川 雄物川                           | 【治水】森吉（小又川）、萩形（小阿仁川）、鎧畑（玉川）、皆瀬（皆瀬川） | 七曲（阿仁川） 肴沢（成瀬川） 川井（役内川）   | 雄物川四大ダム                                                                            |
| 3    | 1951年12月4日  | 1953年10月16日 | 最上特定地域総合開発計画         | 山形県                                    | 最上川 赤川                             | 【治水】高坂（鮭川） | 釜淵（真室川） 瀬見（最上小国川）              |                                                                                           |
| 4    | 1951年12月4日  | 1954年6月11日  | 天竜東三河特定地域総合開発計画   | 長野県 静岡県 愛知県                      | 天竜川 豊川                             | 【治水】美和（三峰川）、小渋（小渋川） 【利水】佐久間（天竜川）、秋葉（天竜川）、高遠（三峰川）、宇連（宇連川） | -                                              | 豊川用水 三方原用水                                                                       |
| 5    | 1951年12月4日  | 1954年6月11日  | 大山出雲特定地域総合開発計画     | 鳥取県 島根県 岡山県                      | 日野川 斐伊川 旭川                      | 【治水】湯原（旭川）、尾原（斐伊川） 【利水】社口（旭川） | 川手（斐伊川） 掛合（三刀屋川）                | 斐伊川放水路 中海干拓（中止）                                                             |
| 6    | 1951年12月4日  | 1954年6月11日  | 阿蘇特定地域総合開発計画         | 熊本県 大分県                             | 筑後川 白川 大野川                      | - | 知原（緒方川）                                 |                                                                                           |
| 7    | 1951年12月4日  | 1954年6月11日  | 南九州特定地域総合開発計画       | 宮崎県 鹿児島県                           | 大淀川 肝属川 安房川                    | 【治水】綾南（本庄川）、綾北（綾北川） 【利水】古賀根橋（綾北川）、高隈（串良川）、尾立（荒川） | -                                              |                                                                                           |
| 8    | 1951年12月4日  | 1954年8月3日   | 北九州特定地域総合開発計画       | 山口県 福岡県                             | 遠賀川                                  | 【治水】力丸（八木山川）、陣屋（中元寺川。計画当初は下真崎ダム） | 小柳（金辺川）                                 |                                                                                           |
| 9    | 1951年12月4日  | 1955年8月23日  | 能登特定地域総合開発計画         | 石川県                                    | 該当なし                                | 計画施設なし | -                                              | 河北潟干拓 邑知潟干拓                                                                     |
| 10   | 1951年12月4日  | 1955年8月23日  | 四国西南特定地域総合開発計画     | 愛媛県 高知県                             | 肱川 渡川                               | 【治水】鹿野川（肱川） | 栗ノ木（松葉川） 本村（檮原川）                | 久礼分水（中止）                                                                          |
| 11   | 1951年12月4日  | 1955年11月18日 | 芸北特定地域総合開発計画         | 広島県                                    | 太田川                                  | 【利水】樽床（柴木川）、柴木川（柴木川）、王泊再開発（滝山川） | -                                              |                                                                                           |
| 12   | 1951年12月4日  | 1955年11月18日 | 錦川特定地域総合開発計画         | 広島県 山口県                             | 錦川 小瀬川 富田川                      | 【治水】菅野（錦川）、小瀬川（小瀬川）、川上（富田川） 【利水】水越（錦川） | 深須（宇佐川）                                 |                                                                                           |
| 13   | 1951年12月4日  | 1956年3月6日   | 只見特定地域総合開発計画         | 福島県 群馬県 新潟県                      | 阿賀野川 利根川 信濃川                  | 【利水】奥只見（只見川）、大鳥（只見川）、田子倉（只見川）、滝（只見川）、本名（只見川）、上田（只見川）、柳津（只見川）、片門（只見川）、上野尻（阿賀野川）、揚川（阿賀野川）、黒又川第一（黒又川）、黒又川第二（黒又川）                                          | 尾瀬原（只見川） 内川（伊南川） 大桃（伊南川） | 沼沢沼開発 尾瀬分水（中止）                                                               |
| 14   | 1951年12月4日  | 1956年3月6日   | 飛越特定地域総合開発計画         | 富山県 岐阜県                             | 黒部川 常願寺川 神通川 庄川 小矢部川    | 【治水】刀利（小矢部川）、室牧（井田川） 【利水】黒部（黒部川）、有峰（和田川）、新中地山（和田川）、小俣（和田川）、打保（神通川）、新猪谷（高原川）、下小鳥（小鳥川）、御母衣（庄川）、鳩谷（庄川）、椿原（庄川）、成出（庄川）、太美（小矢部川）                 | なし                                           | 立山砂防事業                                                                              |
| 15   | 1951年12月4日  | 1956年3月23日  | 木曽特定地域総合開発計画         | 長野県 岐阜県 愛知県 三重県               | 木曽川                                  | 【治水】丸山（木曽川）、横山（揖斐川） 【利水】犬山頭首工（木曽川）、牧尾（王滝川）、朝日（飛騨川）、久々野（飛騨川）、東上田（飛騨川）、秋神（秋神川） | 黒津（根尾川）                                 | 愛知用水 濃尾用水 三重用水 木曽川用水 飛騨川流域一貫開発計画 丸山ダムは新丸山ダムに再開発 |
| 16   | 1951年12月4日  | 1956年3月23日  | 那賀川特定地域総合開発計画       | 徳島県                                    | 那賀川                                  | 【治水】長安口（那賀川） 【利水】小見野々（那賀川）、川口（那賀川）、追立（坂州木頭川）、大美谷（大美谷川） | 海川口（那賀川）                               |                                                                                           |
| 17   | 1951年12月4日  | 1956年10月5日  | 吉野熊野特定地域総合開発計画     | 三重県 奈良県 和歌山県                    | 宮川 新宮川 紀の川 古座川 銚子川 太田川 | 【治水】宮川（宮川）、七川（古座川）、小匠（小匠川） 【利水】大迫（紀の川）、津風呂（津風呂川）、山田（山田川）、猿谷（熊野川）、風屋（熊野川）、二津野（熊野川）、池原（北山川）、七色（北山川）、小森（北山川）、奥里（滝川）、坂本（東ノ川）、クチスボ（又口川） | 奥瀞（北山川）                                 | 吉野川分水 尾鷲分水                                                                       |
| 18   | 1951年12月4日  | 1957年5月10日  | 利根特定地域総合開発計画         | 茨城県 栃木県 群馬県 千葉県 埼玉県 東京都 | 利根川                                  | 【治水】矢木沢（利根川）、藤原（利根川）、相俣（赤谷川）、薗原（片品川）、川俣（鬼怒川）、五十里（男鹿川）、中禅寺（大谷川）、行徳可動堰（江戸川） 【利水】須田貝（利根川）                                                                                         | -                                              | 利根川上流ダム群 利根川放水路 霞ヶ浦放水路（中止） 両総用水 印旛沼開発 手賀沼干拓         |
| 19   | 1951年12月4日  | -              | 対馬特定地域総合開発計画         | 長崎県                                    | 該当なし                                | 計画施設なし | -                                              | 離島振興法適用により対象除外                                                              |
| 20   | 1957年10月15日 | 1958年10月24日 | 北奥羽特定地域総合開発計画       | 青森県 岩手県 秋田県                      | 該当なし                                | 計画施設なし | -                                              | 追加指定                                                                                  |
| 21   | 1957年10月15日 | 1958年10月24日 | 十和田岩木川特定地域総合開発計画 | 青森県                                    | 岩木川 相坂川                           | 【治水】目屋（岩木川） | 目屋逆調整（岩木川）                           | 追加指定 目屋ダムは津軽ダムに再開発                                                       |
| 22   | 1957年10月15日 | 1958年10月24日 | 仙塩特定地域総合開発計画         | 宮城県                                    | 名取川                                  | 【治水】大倉（大倉川） | -                                              | 追加指定                                                                                  |

この中で河川総合開発も組み込まれ、河川改訂改修計画が策定された河川のみならず全国各地の主要な河川において、国直轄事業・都道府県国庫補助事業を問わず総合的な開発が行われた。この頃より河水統制事業は河川総合開発事業と名を改められた。

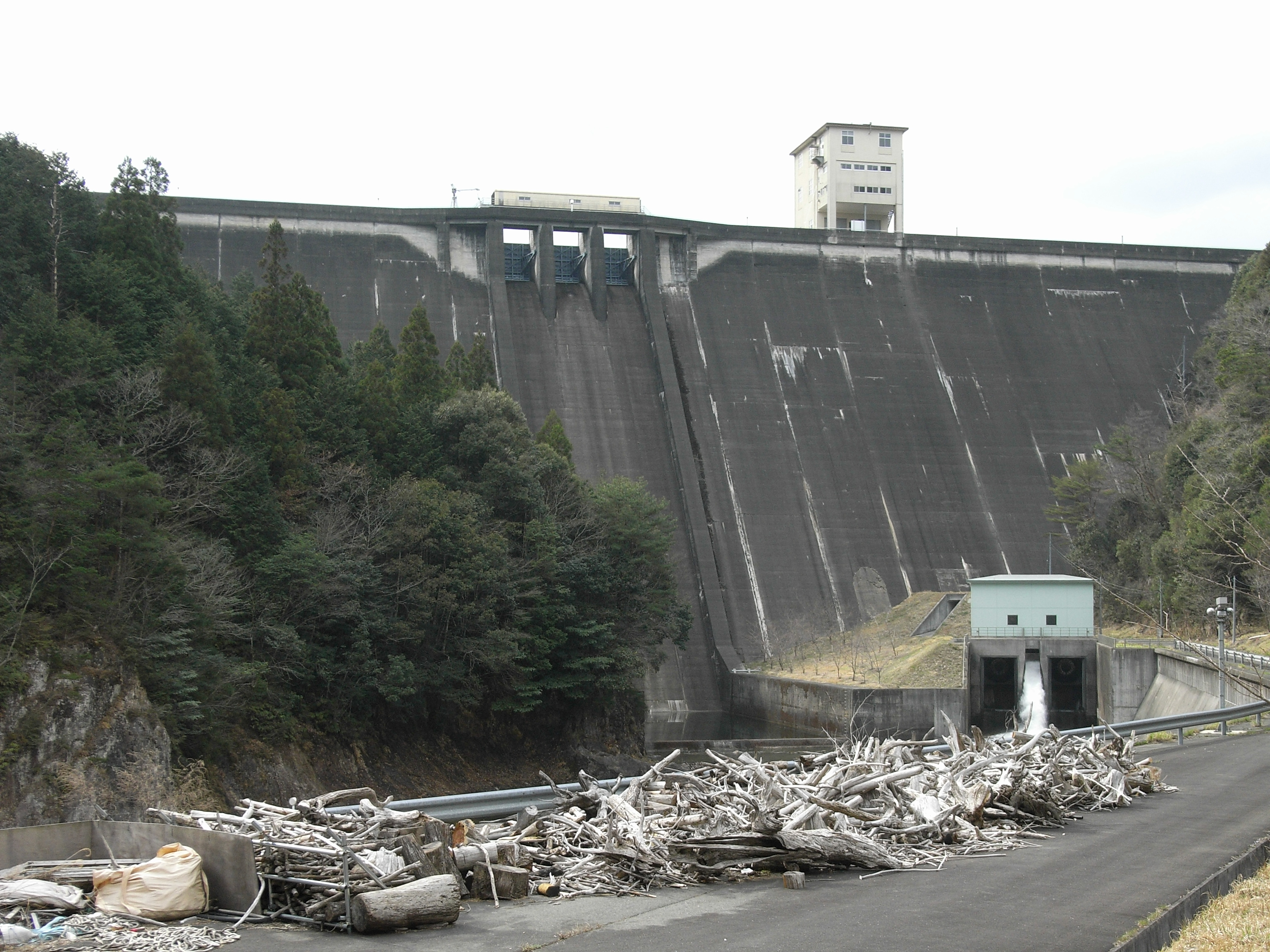
天竜東三河特定地域総合開発計画で建設された豊川用水の水源、宇連ダム（宇連川）。1958年（昭和33年）完成。
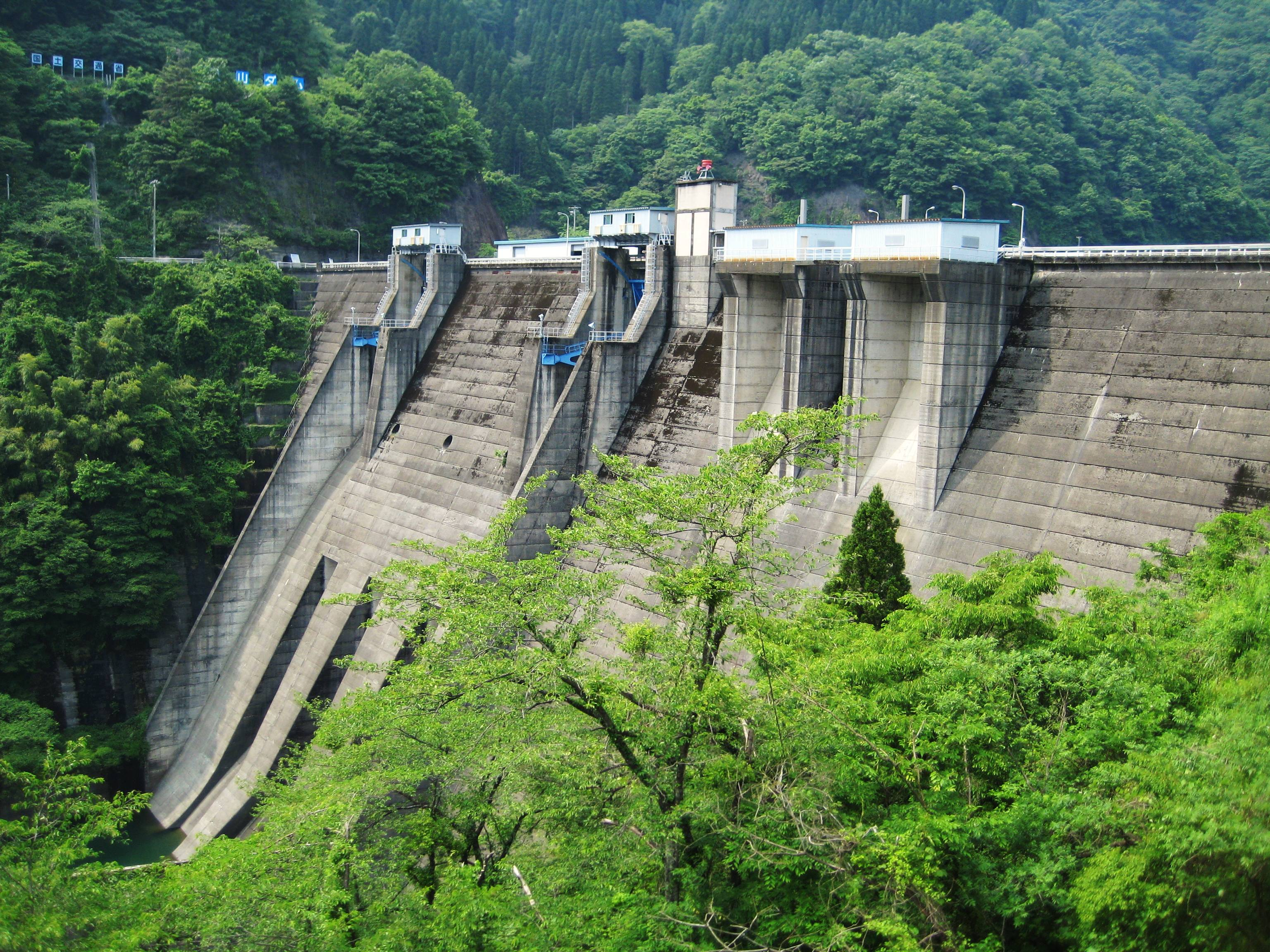
木曽特定地域総合開発計画で建設された横山ダム（揖斐川）。1964年（昭和39年）完成。
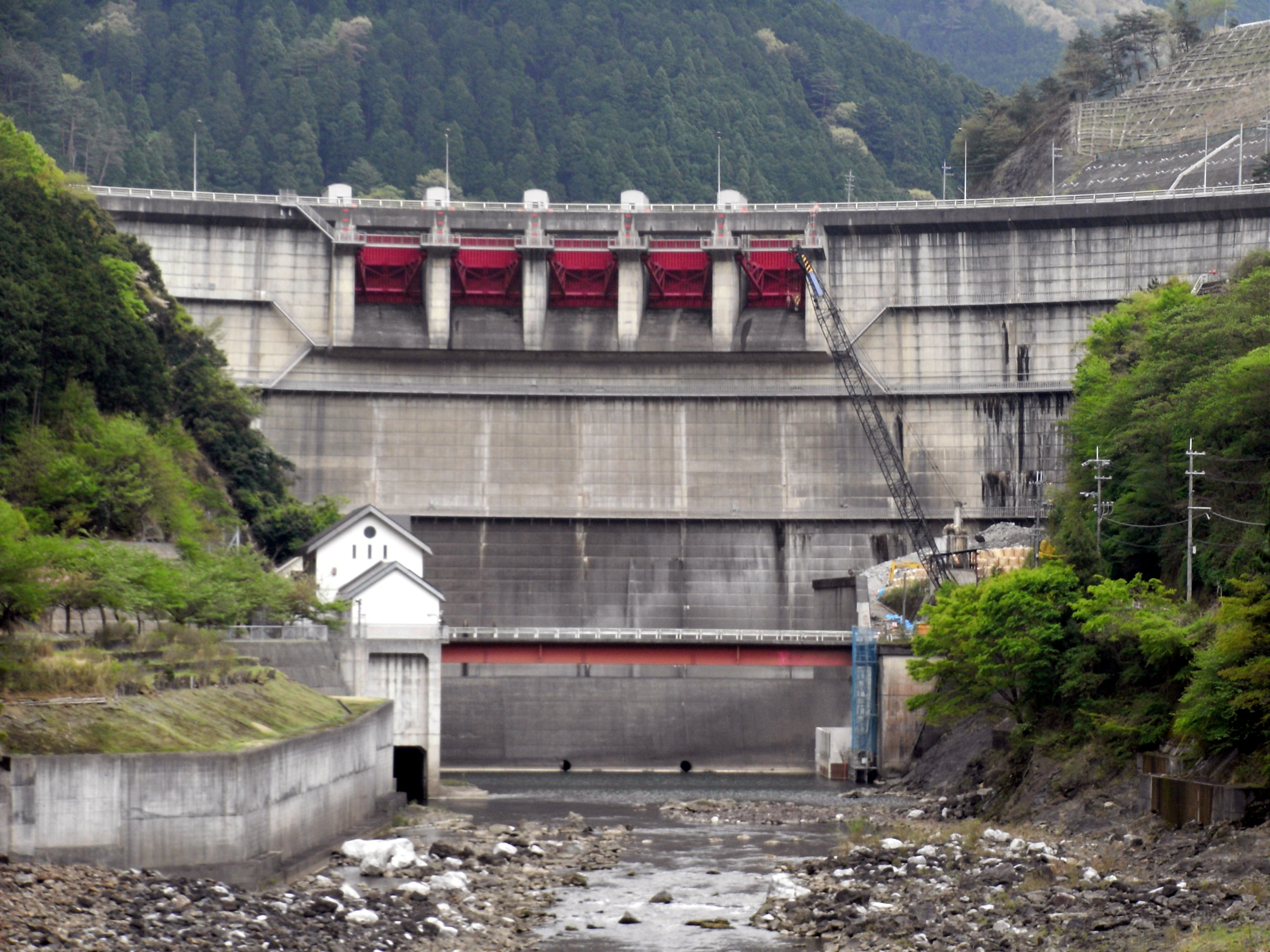
吉野熊野特定地域総合開発計画で計画された大迫ダム（紀の川）。1973年（昭和48年）完成。

### 法整備～特定多目的ダム法と新河川法～
河川開発における法整備もこの間進み、電源開発促進法（1952年）や工業用水法（1956年）、水道法（1957年）、治山治水緊急措置法（1960年）といった河川開発関連の法律が進んだが、多目的ダムに関しては事業拡大によって複数の事業者が重複する事例もあり、管理の責任主体が曖昧になる懸念が生じた。従来は民法244条～262条の「共有物規程」に則って共有比率に応じた管理が為されていたが、責任の所在と河川管理者の優位性を明確にするために1957年特定多目的ダム法が制定された。これにより河川管理者（建設大臣）による多目的ダムの管理一元化が定められ、事業費を国庫で支出する代わりに所有権も国有とする規程が定められた（詳細は特定多目的ダムを参照）。
そして、時代との整合性に合わなくなった旧河川法を改定する動きが高まり、1965年（昭和40年）4月1日に新河川法が施行された。最大の特徴は水系毎による一貫した河川管理が導入され、一級水系は建設大臣、二級水系は都道府県知事が河川管理者として管理することが定められた。物部長穂によって提唱された『水系一貫』の思想は、河川法の改正によってここに結実したのである。

### 水資源開発促進法

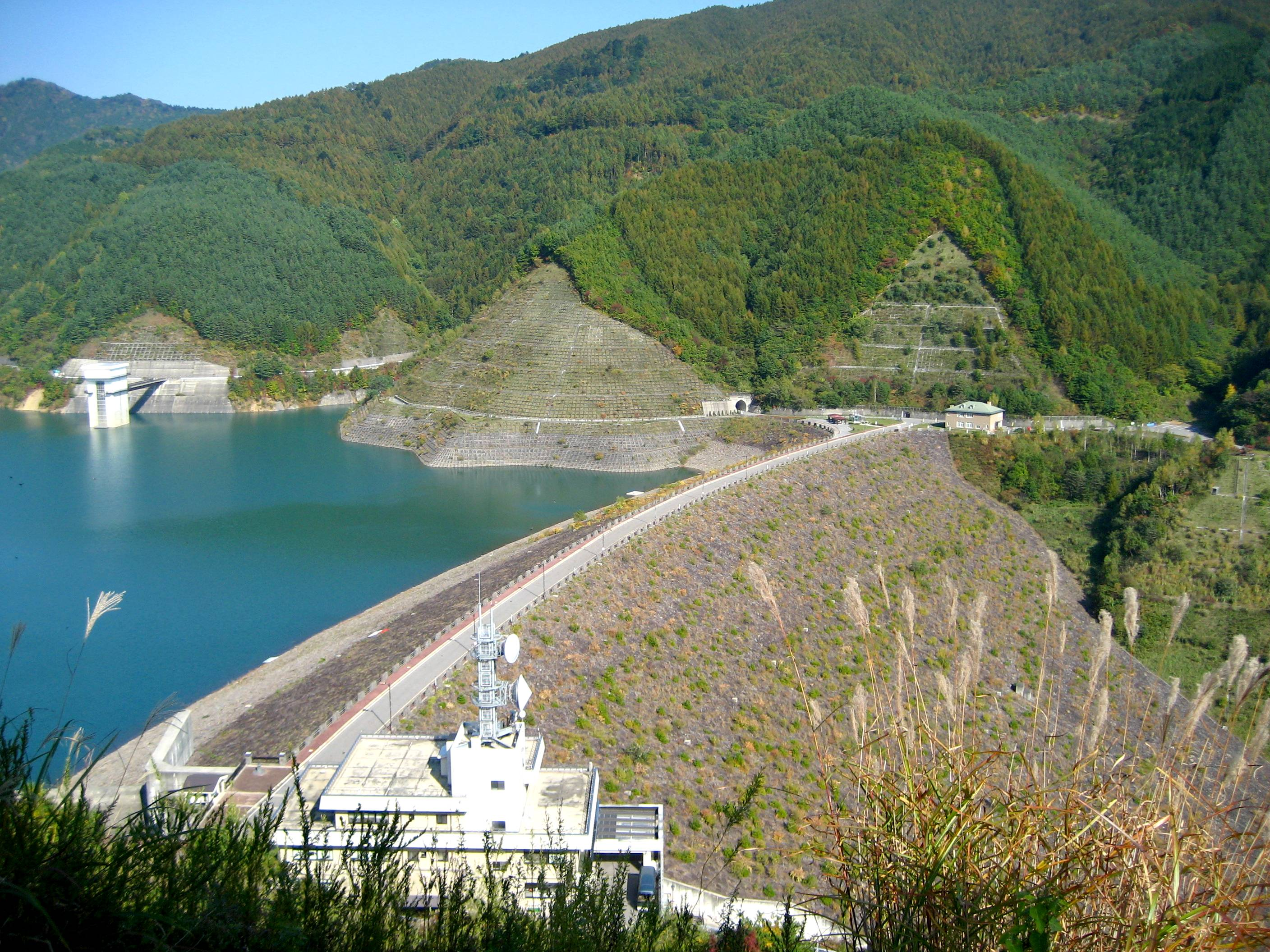
木曽川水系水資源開発基本計画・
木曽川総合開発事業
味噌川ダム（木曽川・水資源機構）

経済成長が促進するに連れて人口の増加と工業生産の増加は青天井の勢いとなり、次第に水需要の逼迫を招きつつあった。従来の河川総合開発事業はあくまで治水が主目的であって、利水面に関しては食糧増産のための灌漑が主要な目的であった。このため水資源の開発・整備は重要な課題となっており、そのための河川総合開発は喫緊の課題となった。
1961年（昭和36年）11月13日水資源開発促進法が公布された。これは執行機関である水資源開発公団を設立し、『水資源開発基本計画』（フルプラン）を策定しそれに基づいてダム・堰・用水路・湖沼水位調整施設等を建設・管理することで大都市圏の水需要に寄与することを最大の目的とした。これによって翌1962年（昭和37年）に利根川・淀川が水資源開発水系に指定されたのを皮切りに荒川・豊川・木曽川・吉野川・筑後川の各水系が指定され、これらの河川では公団が事業主体となる多目的ダムの建設が図られた。これに伴い建設されたダムとして矢木沢ダム（利根川）・味噌川ダム（木曽川）・早明浦ダム（吉野川）等がある。現在は独立行政法人水資源機構と改編されたが、基本的役割は変わらない。
こうした水資源開発を主柱とする河川事業も河川総合開発事業の範疇に含まれる（例・『木津川上流総合開発事業』）が、但し公団管理ダムの中で治水目的を有するダム（現在は水資源機構ダム事業部管理）に関しては、洪水調節の重要性に鑑み建設大臣が主務大臣として監督し、ただし書き操作を含む重大な洪水調節操作が必要になる場合は大臣が直接ダム管理を指揮することが定められる。洪水調節目的がない利水専用ダム（牧尾ダム・江川ダム等。現在は水資源機構水路事業部管理）は本来の所管権限に従い建設大臣・運輸大臣（現・国土交通大臣）、農林大臣（現・農林水産大臣）、厚生大臣（現・厚生労働大臣）の単独・複数が監督する。

## 問題点

### 住民の反発

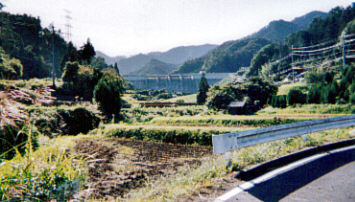
小規模生活貯水池
宮奥ダム（宇陀川・奈良県）

こうして強力かつ広範囲に推進された河川総合開発事業は、一方で水源地域住民、端的に言えばダム建設によって水没を余儀なくされる地元住民との軋轢を生じた。1960年代には蜂の巣城紛争を始め沼田ダム計画反対運動、八ッ場ダム反対運動、大滝ダム反対運動等大規模かつ長期間の反対運動が繰り広げられた。開発重視の行政に対する住民の拒絶姿勢は、今までの河川総合開発事業の進め方を大幅に見直す契機となった。
1973年（昭和48年）水源地域対策特別措置法が制定され、水没戸数30戸以上または水没農地面積30ha以上の水没区域を有するダム事業に関しては、補償金額の嵩上げを始めとする生活再建支援策の充実が事業者の責務となった。これは堤防建設や放水路建設はダム建設以上に住居の移転を必要とする他、道路・鉄道の路線変更といった大幅な改変が要求されるが、宅地化の進行で大規模な引堤や新規放水路建設は困難となった。このため次第に河川開発はダム事業に依存せざるを得ない状況になっていったことも、背景にある。このため水源地域住民の協力なくしては、河川総合開発事業自体が立ち行かなくなることは明白であり、やがて『地域住民が認めない限り、ダム建設はできない』という不文律が形成されるに至った。大規模な河川総合開発は次第に影を潜め、代わりに地域密着型の小規模限定的な河川総合開発事業である『小規模生活貯水池事業』が1988年（昭和63年）より実施され、施工実績も次第に増加している。

### 環境への影響
一方1990年代には環境に対するダムの影響も指摘され、長良川河口堰はその端的な問題として広く認知された。相前後して公共事業見直しの風潮も高まり、今まではまず行われなかった河川総合開発事業の再検討も行われた。代表的な例としては『千歳川総合開発事業』の根幹事業であった「千歳川放水路計画」が、ウトナイ湖の環境を破壊するとして猛烈な反対運動が繰り広げられ、その結果中止となった。これ以降現在の千歳川総合開発事業は、堤防建設と遊水池建設を柱としたヨーロッパ型に近い治水対策を行っている。
法的整備に関しても、環境影響評価法による環境アセスメントが必須となった他、1997年（平成9年）の河川法改正により「河川環境の維持」が目的の1つに挙げられた。この事から従来河川維持用水の機能が無かった河川施設にも正常な河川流量維持のための放流が求められ、信濃川や大井川では河川管理者と電気事業者との間で維持放流のための折衝が持たれたり、筑後川のように漁業協同組合の要請を受けて漁業資源維持のための放流を行う等、河川環境に対する意識向上が図られた。

## 今後の課題
現在は河川開発に対する問題意識の高まりがダム事業に対する批判となり、反対派からは緑のダムの推進やヨーロッパ型の自然と共生した河川整備を求める声がある。行政側は、『脱ダム宣言』や、財政難による事業撤退など、直接的・間接的なダム事業の中止事例がある。
また、ダム事業や遊水地・放水路事業は建設可能な地点が少なくなり、ダム再開発事業や既存の遊水地機能の拡充、排水機場の整備といった既設河川施設を改築する事例もある。
このほか、水資源開発のための費用が水道代への負担に繋がる場合、受益地住民の理解を得られないことがある。

## 参考資料
- 建設省管理局企画課 監修 編『国土総合開発特定地域の栞』建設省、1951年。全国書誌番号:52008910。
- 建設省河川局 監修、国土開発調査会 編『多目的ダム全集』1957年11月。 NCID BN02557583。
- 建設省河川局 監修、全国河川総合開発促進期成同盟会 編『日本の多目的ダム 1963年版』山海堂、1963年。全国書誌番号:63005034。
- 建設省河川局 監修、全国河川総合開発促進期成同盟会 編『日本の多目的ダム 1972年版』山海堂、1972年。全国書誌番号:69014390。
- 建設省河川局 監修、全国河川総合開発促進期成同盟会 編『日本の多目的ダム』 直轄編、山海堂、1980年3月。全国書誌番号:80022353。
- 建設省河川局 監修、全国河川総合開発促進期成同盟会 編『日本の多目的ダム』 補助編、山海堂、1980年3月。全国書誌番号:80022353。
- 『ダム年鑑 1991』日本ダム協会、1991年。全国書誌番号:00057412。
- 国土交通省土地・水資源局水資源部『日本の水資源』 平成16年版、2004年8月。全国書誌番号:00056651。
- 『ダム便覧 2007』、日本ダム協会、2007年。